# Richardsonius egregius
Richardsonius egregius är en fiskart som först beskrevs av Charles Frédéric Girard, 1858.  Richardsonius egregius ingår i släktet Richardsonius och familjen karpfiskar. Inga underarter finns listade i Catalogue of Life.